# 7620 Willaert
7620 Willaert eller 4077 P-L är en asteroid i huvudbältet som upptäcktes den 24 september 1960 av den nederländsk-amerikanske astronomen Tom Gehrels och det nederländska astronomparet Ingrid van Houten-Groeneveld och Cornelis Johannes van Houten vid Palomarobservatoriet. Den är uppkallad efter kompositören Adrian Willaert.
Asteroiden har en diameter på ungefär 2 kilometer och den tillhör asteroidgruppen Nysa.